# Momijigari (pièce de théâtre)
Ne pas confondre avec Momijigari (film)
Momijigari (紅葉狩) ou « Observation de l'érable » est le titre d'une pièce dansée japonaise shosagoto, habituellement représentée en kabuki et en nô. C'est également le titre du premier film de fiction tourné au Japon. Elle est écrite par Kanze Kojiro Nobumitsu au cours de l'époque de Muromachi. Yogoshōgun et Koremochi sont d'autres titres de la même pièce.

## Argument
La pièce rapporte l'histoire du guerrier Taira no Koremochi qui se rend à Togakushi-yama, montagne située dans la province de Shinano pour admirer le changement de couleur des feuilles en automne, en particulier celles de l'érable japonais (紅葉/椛, momiji). En réalité, il est venu chercher et tuer un démon qui tourmente Hachiman, la divinité de la montagne.
Il rencontre une princesse nommée Sarashinahime et boit un peu du saké qu'elle lui offre. Elle révèle alors sa vraie nature qui est celle du démon Kijo et attaque l'homme ivre. Koremochi est en mesure d'échapper à l'aide de son épée appelée Kogarasumaru qui lui a été donnée par Hachiman. Le démon ronge une branche d'érable tandis qu'elle meurt.
La pièce est traditionnellement accompagnée de musique nagauta et tokiwazu.

### Première représentation kabuki
Momijigari est à l'origine une pièce du répertoire nô mais a été représentée pour la première dans la forme du kabuki en 1887 avec Ichikawa Danjūrō IX, populaire acteur de l'époque. Son jeu inspire le premier film tourné au Japon. Parmi les autres acteurs figure Ichikawa Sadanji V.

## Source de la traduction
- (en) Cet article est partiellement ou en totalité issu de l’article de Wikipédia en anglais intitulé « Momijigari (play) » (voir la liste des auteurs).